# Titularbistum Pocofeltus
Pocofeltus (ital.: Pocofelto) ist ein Titularbistum der römisch-katholischen Kirche.
Es geht zurück auf ein untergegangenes Bistum in der römischen Provinz Africa in Nordafrika.
| Titularbischöfe von Pocofeltus |                         |                                    |                   |                  |
| Nr.                            | Name                    | Amt                                | von               | bis              |
| 1                              | Charles James McDonnell | Weihbischof in Newark (USA)        | 15. März 1994     | 13. Februar 2020 |
| 2                              | Daniel Joseph Meagher   | Weihbischof in Sydney (Australien) | 18. November 2021 |                  |